# Chantecler Atraiçoado
Chantecler Atraiçoado (1910) é um filme mudo português de comédia realizado por Júlio Costa. Estreou-se no Salão Ideal, em Lisboa, a 27 de junho de 1910.

## Produção
Produzido e distribuído pela Empreza Cinematographica Ideal, o filme foi o primeiro a ser gravado nos estúdios do recém-criado atelier de pose do Coleginho, situado nas imediações da Quinta da Cerca do Coleginho, na Mouraria, Lisboa.

## Elenco
- António Cardoso - Chantecler
- Isabel Ferreira
- Jorge Gentil
- Companhia do Teatro Gymnasio[4]